# Namaka (satelit)
Namaka este satelitul mai mic, interior, al planetei pitice transneptuniene Haumea. Este numit după Nāmaka, zeița mării în mitologia hawaiiană și una dintre fiicele lui Haumea.

## Descoperire
Namaka a fost descoperită pe 30 iunie 2005 și anunțată pe 29 noiembrie 2005. A fost poreclită „Blitzen” de către echipa de descoperire înainte de a primi un nume oficial.

## Caracteristici fizice
Namaka are doar 1,5% din strălucirea planetei sale pitice-mamă Haumea și are aproximativ 0,05% masa sa. Dacă se dovedește că are un albedo similar, ar avea aproximativ 170 km în diametru. Observațiile fotometrice indică faptul că suprafața sa este formată din gheață de apă. Evenimentele reciproce dintre 2009 și 2011 erau de așteptat să îmbunătățească cunoștințele despre orbitele și masele componentelor sistemului Haumean, dar interpretarea acestor observații a fost foarte complicată de starea neașteptată de rotație a lui Hiʻiaka, care nu este în rotație sincronă. Namaka este similară ca mărime cu satelitul MK2 al lui Makemake, în ciuda faptului că este mai mic. Observațiile ulterioare ale lui Hiʻiaka ar putea permite determinarea mai precisă a perioadei de rotație și a stării de rotație, moment în care ar trebui să fie posibil să se elimine efectul său din datele obținute în 2009.  